# سباستین ولف (بازیکن فوتبال، زاده ۱۹۸۵)
سباستین ولف (انگلیسی: Sebastian Wolf؛ زادهٔ ۱۹ ژانویهٔ ۱۹۸۵) بازیکن فوتبال اهل آلمان است.
از باشگاه‌هایی که در آن بازی کرده‌است می‌توان به باشگاه فوتبال نورنبرگ، باشگاه فوتبال وهن ویسبادن، و باشگاه فوتبال اشتوتگارت اشاره کرد.